# La Tour Eiffel (Seurat)
La Tour Eiffel è un dipinto a olio su tela (24,1 x 15,2 cm) realizzato nel 1889 dal pittore francese Georges-Pierre Seurat.
È conservato nel California Palace of the Legion of Honor di San Francisco.
Quando il dipinto venne eseguito la Tour Eiffel non era ancora completata: mancava l'ultimo piano, com'è visibile dal dipinto.
Altri pittori, come Camille Pissarro, contrari all'innalzamento del monumento decisero, a differenza di Seurat, di non raffigurarla mai nei loro dipinti.